# Jozef Majoroš
Jozef Majoroš (* 19. března 1970, Košice) je bývalý slovenský fotbalový záložník a reprezentant. Po skončení aktivní hráčské kariéry se stal trenérem.
Roku 1998 vyhrál anketu Fotbalista roku o nejlepšího fotbalistu Slovenska.

## Klubová kariéra
V československé lize hrál za Duklu Banská Bystrica a FC Nitra. V československé lize nastoupil v 99 utkáních a dal 14 gólů. V nejvyšší české lize hrál za FK Viktoria Žižkov a FC Petra Drnovice. Nastoupil ve 132 utkáních a dal 23 gólů. Ve nejvyšší slovenské lize hrál za ŠK Slovan Bratislava a Artmedii Bratislava, nastoupil v 62 utkáních a dal 12 gólů. Dále hrál v nejvyšší řecké lize ve 2 utkáních za Aris Soluň. V první maďarské lize hrál za Debreceni VSC a MATÁV SC Sopron, nastoupil v 55 utkáních a dal 2 góly. Kariéru končil v FC Družstevník Báč.

## Reprezentační kariéra
Reprezentoval Československo na mistrovství světa do 20 let v roce 1989.
V A-mužstvu Slovenska debutoval 11. 3. 1997 v přátelském zápase v Sofii proti týmu Bulharska. Při své premiéře vstřelil vítězný gól (výhra 1:0).
Za reprezentační A-tým Slovenska nastoupil v letech 1997–1999 celkem ve 23 utkáních a dal 5 gólů.

## Ligová bilance
| Ročník                                   | Zápasy | Góly | Klub                  |
| ---------------------------------------- | ------ | ---- | --------------------- |
| 1. československá fotbalová liga 1988/89 | 13     | 1    | Dukla Banská Bystrica |
| 1. československá fotbalová liga 1989/90 | 30     | 8    | Dukla Banská Bystrica |
| 1. československá fotbalová liga 1990/91 | 30     | 3    | FC Nitra              |
| 1. československá fotbalová liga 1992/93 | 26     | 2    | FC Nitra              |
| 1. česká fotbalová liga 1993/94          | 22     | 4    | FK Viktoria Žižkov    |
| 1. česká fotbalová liga 1994/95          | 27     | 1    | FK Viktoria Žižkov    |
| 1. česká fotbalová liga 1995/96          | 28     | 3    | FK Viktoria Žižkov    |
| 1. česká fotbalová liga 1996/97          | 27     | 11   | FC Petra Drnovice     |
| Gambrinus liga 1997/98                   | 28     | 4    | FC Petra Drnovice     |
| Corgoň liga 1998/99                      | 30     | 9    | ŠK Slovan Bratislava  |
| Corgoň liga 1999/00                      | 8      | 0    | ŠK Slovan Bratislava  |
| Řecká Superliga 1999/00                  | 2      | 0    | Aris Soluň            |
| Corgoň liga 2000/01                      | 23     | 3    | Artmedie Bratislava   |
| Corgoň liga 2001/02                      | 1      | 0    | Artmedie Bratislava   |
| OTP Bank Liga 2001/02                    | 29     | 2    | Debreceni VSC         |
| OTP Bank Liga 2002/03                    | 26     | 0    | MATÁV SC Sopron       |
| LIGA CELKEM                              | 350    | 51   |                       |